# Resident Evil 2
Resident Evil 2 (v Japonsku Biohazard 2) je hra žánru survival horor od společnosti Capcom. V Evropě byla vydána 8. května 1998 pro PlayStation. Později byla konvertována na Microsoft Windows, Sega Dreamcast, Nintendo 64, Nintendo GameCube a Game.com.

## Hratelnost
Resident Evil 2 využívá prvky survival horroru stejně jako její předchůdce Resident Evil. Hráč prozkoumává lokace města Raccoon City a je konfrontován s zombiemi a jinými monstry. Hra využívá nedostatku nábojů jako prvku zvyšující napětí a přidávající na atmosféře přežití. Hráč je nucen šetřit náboji a některým nepřátelům se vyhýbat, místo přímé konfrontace, minimálně na normální obtížnost. Hra obsahuje lekací momenty, kdy na hráčovu postavu zaútočí něco znenadání třeba oknem atd. Hra disponuje fixními kamerovými úhly a předrenderovanými pozadí, což hře dává filmovou atmosféru, nicméně může někdy působit problémy při soubojích. Ovládání samotné postavy je spíše nemotorné a to ještě více přidává na survival elementu hry, protože hráč není schopen okamžitě reagovat na útok třeba úskokem. Hra velice staví na adventurních prvcích, což je u žánru survival horroru obvyklé. Hráč prozkoumává lokace, sbírá klíče, nebo jiné předměty a požívá je k postupu kupředu. Ve hře se vyskytují i nepříliš složité logické hádanky. Hra obsahuje 2 hratelné postavy, Leon Scott Kennedy a Claire Redfield. Jejich průchod hrou je mírně odlišný a oba na své cestě potkají jinou postavu která jim pomáhá. Po dohrání hry se otevře možnost hrát alternativní scénář, který ukazuje co dělala druhá postava po čas vašeho příběhu. Na konci hry obdrží hráč hodnocení, které se vypočítá podle délky hraní, počtu savů či použití léčivých předmětů.

## Příběh
Hra se odehrává 29. září 1998 ve městě Raccoon City. Nebezpečný mutagenní T-Virus se kanalizací šíří za pomocí krys do celého města, z obyvatel se tak stali krvelačné zombie.
Setkávají se zde dva hlavní protagonisté. Leon Scott Kennedy, nováček u místní policie, který přijíždí do města v nočních hodinách a Claire Redfield, pátrající po svém bratrovi Chrisovi (Resident Evil). Oba tak společně bojují o přežití, když hledají azyl na policejní stanici, kde se také setkávají s dalšími přeživšími. Mimo jiné především Sherry Birkin, dcera vědců pracujících pro Umbrella a tajemná žena Ada Wong, která od začátku působí velmi tajemně a sebejistě, nicméně dodnes neznáme její skutečné motivy a cíle. Všichni se tak nezávisle dostávají přes stoky do utajené továrny a pseudovlakem do laboratoří samotné společnosti Umbrella, kde probíhaly mnohem ohavnější výzkumy, kromě jiných i výzkum G-viru. Mnohem silnější alternativy původního T-viru. Vše se komplikuje násobnými mutacemi, které na sobě učinil William Birkin a nyní je již hnán jen "instinkty" samotného viru o své vlastní reprodukci. A mocným výtvorem tzv. Tyrantem (virově vyšlechtěné bytosti plnící rozkazy), kterého vyslala Umbrella na likvidaci těch, kteří hledají pravdu...

## Postavy

### Leon Scott Kennedy
V současnosti již ostřílený, zkušený muž, pracující pro vládu US. Poslední jeho činností byl blízký vztah přímo s prezidentem a vysílán na speciální mise s charakterem ohrožení vládních osob, či rizika bioterorismu (pro své zkušenosti). V roce 98 nicméně rozjížděl svou kariéru pro policejní síly v Raccoon City a určitě nečekal, že se zaplete do něčeho tak velkého, co tolik otočí jeho budoucnost. Je především znám pro svou fyzickou zdatnost a výdrž. Umí manipulovat s širokou paletou zbraní, včetně umění boje na blízko nebo s nožem. Umí si zachovat chladnou hlavu i v nejvypjatějších situacích, disponuje důvtipným jednáním a především bere v ohled i ostatní kolem. V roce zkázy Raccoon City se zapletl s Adou Wong do malého oboustranného románku, kvůli které i párkrát nasadil v sázku svůj život a i přes okolnosti, které nastali se dá říct, že i po 15 letech od incidentu, kdy párkrát došlo na náhlá setkání, i na "opačných stranách bojiště" je stále ve vzduchu něco, co je spojuje...

### Claire Redfield
Řečené "Divoké eso" se vydává na motorce do Raccoon City najít svého bratra, o kterém delší čas neslyšela. Chris Redfield se podílel na událostech tzv. Incidentu na panství (Resident Evil) a Claire netuší v tuto chvíli, že se jen snaží svou sestru držet dále od celého problému. A ironií osudu se stává, že se sama stává součástí celého příběhu. Můžeme vidět, že Chris naučil Claire pár kouskům k sebeobraně a manipulace se zbraněmi, což se ji nyní hodí k vlastní spáse. Na policejní stanici potkává malou holčičku Sherry Birkin, pro kterou se Claire stává na dlouhá léta inspirací a stává se tak i jejím doprovodem. Chrisova sestra se zde ukazuje býti patronkou lidských osudů, což se promítá i do dalšího působení v životní cestě, kdy na rozdíl od svého bratra hledá pocit naplnění ve službách pomoci pro oběti bioterorismu nebo k veřejné osvětě celé problematiky. Jinak řečeno se rozhodla držet dále cesty, pokud možno, co nejmenšího odporu (doslova). V Raccoon City svého bratra nenajde, to se ji podaří o pár měsíců později. Ale je už nyní jasný, že tyto zkušenosti se odrazí na celém dalším životě....

### Ada Wong
Do dnes žena obehnaná závojem tajemství. Její jméno není skutečné, byť je za těch spoustu let neměnné. Zručná, mazaná, důvtipná špionkách a infiltrátorka. Zkušená v akrobacii, manipulaci se zbraněmi různých druhů, ovládání technologií a mistryně bojových umění a únikových strategií. Z části se potvrzuje, že pracuje víceméně sólo, pro vlastní zištnost. Její skutečné motivy, včetně vlastní historie, či výcviku jsou kompletně zahalené stínem. Nečiní jí problém operovat na více stranách a rychle tak volit, co je správné v danou chvíli. V roce prvního setkání jde poznat, že nějakou tu zkušenost za sebou má, ale i přes chladné jednání polevuje při doprovodu s Leonem, kdy sama "umírá" pod vlastní vahou emocí (nebo omdlévá při zranění) a dává tak, byť jen na moment, průchod vlastnímu srdci, před povinností. Toto jednání se jí vrací o pár let dále, kdy si opětovně s Leonem kříží cesty a jsou si pod vlastní minulostí navzájem prospěšní ve vlastních cílech. Ale doposud se již blíže k sobě nedostali. V Raccoon City svou misi, neřekl bych úplně úspěšně, dokončuje. Přežívá a dostalo se jí i šance získat to, po čem usilovala – vzorek G-viru.

### Sherry Birkin
Malá dívenka ukrývající se v policejní stanici na příkaz své matky v rámci své vlastní bezpečnosti. Rodiče vědci společnosti Umbrella, kde vlastní výzkum převyšuje názor nad rodinným krbem. Sherry se stává otrokem vlastní samoty, kdy rodina není silným poutem a potlouká se tak i sama svým raným životem. Potkává se jak s Leonem, tak s Claire, u které nachází bezpečí a spolu tak kráčí do nitra laboratoří. Cestou potkávají jak Annette – Sherryinu matku, která (kanonicky) chce především chránit svou dceru, odvézt pozornost od náhrdelníku, který Sherry nosí kolem krku a vypořádat se s manželem, který v posledních chvílí své smrti infikoval sám sebe vlastním výtvorem G-virem, aby se zvládl pomstít za zradu, kterou Umbrella vytvořila. Sherry je v průběhu sama infikována parazitem, které má zajistit Williemovi (G-viru) vlastní reprodukci, ale za pomoci Claire, je Sherry vyléčena. Avšak tento proces v ní zanechal něco, s čím se musela naučit žit – schopnost vlastní regenerace tkáně. Nicméně ji to stálo spousty let testování a bolestivých výzkumů. Ale dá se říct, že ji to jen posílilo vlastní odhodlání a ve stopách Claire a Leona se vydává na dráhu vládního agenta...